# ساندرا ساباتيني
ساندرا ساباتيني (بالإنجليزية: Sandra Sabatini)‏ (21 نوفمبر 1959)؛ كاتِبة وروائية كندية.